# Гольц, Карл Александр фон дер
Граф (с 1786) Карл Александр фон дер Гольц (нем. Karl Alexander von der Goltz; 20 августа 1739 — 15 ноября 1818, Альтона, Гамбург) — военачальник нескольких юрисдикций:  прусский полковник, датский генерал-лейтенант и португальский маршал; известный масон.

## Биография
Карл Александр фон дер Гольц был старшим сыном прусского генерал-лейтенанта Карла Кристофа фон дер Гольца (1707-1761) и его жены Маргариты, урожденной фон Бургсдорф (1713-1773).
Фон дер Гольц рано поступил на прусскую службу, где дослужился до чина полковника. Он был флигель-адъютантом королей Фридриха II и Фридриха Вильгельма II. В ноябре 1786 года он получил прусский графский титул. Тем не менее, в 1789 году он перешел с прусской на датскую служб (причины решения неизвестны до конца; возможно свою роль сыграло приглашение со стороны принца Карла Гессен-Кассельского).
В Дании фон дер Гольц в том же году стал генерал-лейтенантом и генерал-инспектором шлезвиг-гольштейнского егерского корпуса. Уже в 1790 году он стал кавалером ордена Даннеброг. У фон де Гольца, по-видимому, были большие планы по реформированию датской армии, которые он надеялся осуществить, но  из-за политических проблем страны они не имели успеха.
В 1798 году умер португальский главнокомандующий принц Кристиан Август Вальдек-Пирмонтский, и португальское правительство решило подыскать ему преемника среди иностранных генералов. Граф Анадия, португальский посол в Берлине, уговорил генерала фон дер Гольца приехать в Португалию (в ноябре 1799 года). В 1800 году фон дер Гольц попросил разрешения перейти на португальскую службу и получил его. В апреля 1800 года он подписал контракт о шестилетней службе Португалии. 17 мая 1801 года португальское правительство утвердило контракт, а 1 июня фон дер Гольц был произведён в маршалы Португалии, и занялся подготовкой реформы армии. Тем временем разразилась короткая Испано-португальская, так называемая Апельсиновая война,  которая закончилась португальским поражением. Реформы фон дер Гольца в армии вновь провалились. Уже 5 мая 1802 года он подал прошение об отпуске, и вскоре после этого покинул страну.
В 1803 году фон дер Гольц вернулся на датскую службу, однако уже не занимал никаких должностей.  В 1808 году он вышел в отставку и переехал в Альтону (ныне в составе Гамбурга), где и умер.

## Семья
Карл Александр фон дер Гольц был женат дважды. Его первая жена скончалась достаточно рано. В 1792 году он женился повторно, но вторая жена скончалась в брачную ночь.

## Масонство
Карл Александр фон дер Гольц был членом Берлинской масонской ложи «Минерва», с от 29 декабря 1776 года он около года занимал должность великого магистра Великой земельной ложи Германии.